# Arbeits- und Fördergemeinschaft der Deutschen Schulvereine in Namibia
Die Arbeits- und Fördergemeinschaft der Deutschen Schulvereine in Namibia (AGDS) wurde als Dachverband der Schulen in Namibia, an denen Deutsch unterrichtet wird, gegründet und hat sich in den letzten Jahrzehnten getreu ihrer Zielsetzung für den Erhalt und die Förderung der deutschen Sprache in Namibia eingesetzt.
Der Verband wurde als Arbeitsgemeinschaft Deutscher Schulvereine und Elternschaften 1956 gegründet. Nach Zusammenschluss mit der 1976 gegründeten FADS (Fördergesellschaft der Deutschen Schulvereine in Südwestafrika) entstand die AGDS (Arbeits- und Fördergemeinschaft der deutschen Schulvereine in Namibia) 1990. 
Ziele und Aufgaben der AGDS sind die Erhaltung, Pflege und Förderung der deutschen Sprache und der deutschen Kultur in Namibia durch gezielte Förderung und Unterstützung aller Mitgliedsvereine. Um die deutsche Sprache in Schulen zu stärken, fördert die AGDS Deutsch als Muttersprache bereits im Kindergarten. Die AGDS finanziert Projekte wie den Lesewettbewerb oder das Kulturfest die von den Mitgliedsschulen organisiert werden. Deutschlehrkräften bietet die AGDS Stipendien, Fortbildungen und Tagungen an.
Zu den jährlichen Projekten der AGDS zählen unter anderem das Stipendienprogramm, das Horst-Kreft-Lesefest sowie der Kurt-Böhme-Rednerwettbewerb und die Dieter-Esslinger-Pädagogiktagung sowie der Aufsatzwettbewerb. Nach Auflösung des Deutschen Kulturrates 2022, übernahm die AGDS die Schirmherrschaft für das Projekt Kulturfest, welches jährlich rotierend landesweit an Schulen, wo Deutsch als Muttersprache unterrichtet wird, stattfindet. Das Projekt Lilie, das von 2005 bis 2024 durchgeführt wurde, zeichnete Lehrer im Land aus, die sich um die deutsche Sprache besonders verdient gemacht haben.